# Trothe Optik
Trothe Optik ist ein 1817 gegründetes Augenoptik-Unternehmen aus Halle (Saale) und zählt zu den ältesten Augenoptik-Betrieben weltweit.

## Geschichte

### 1817–1889: Familienunternehmen
Der 1785 geborene Johann Wilhelm Trothe war der erste Brillenmacher der Familie, Gründer des in Halle-Glaucha gelegenen Familienunternehmens. Möglicherweise erlernte Johann Wilhelm Trothe an der damals noch zu den Franckeschen Stiftungen gehörenden Schule von Glaucha Fähigkeiten im Drechseln und Schleifen von Glaslinsen und erlangte Grundkenntnisse zur Anfertigung von Mikroskopen und Brillen. 1817 ist er erstmals in der Gewerbesteuerrolle als Mechanikus in den Franckeschen Stiftungen nachweisbar. Außerdem erwarb er gegen Leistung von Abgaben an die städtische Kämmerei das Bürgerrecht. Erst dieser Status ermöglichte den Betrieb von Werkstatt und Laden, den Kauf eines Hauses sowie einen weiteren wirtschaftlichen Aufstieg. Am 14. Juni 1817 eröffnete er ein Geschäft in der Rannischen Straße Nr. 504 in der Altstadt. Kurz darauf erwarb Trothe für 360 Reichstaler das Haus Nr. 1686 am Steinweg in Glaucha und zog 1818 dorthin um.
Im Jahr 1817 wurde zudem sein Sohn Johann Andreas Wilhelm Carl Louis geboren, nach dem das Unternehmen später benannt wurde. Zwei Jahrzehnte später war dieser Gehilfe und neben dem Lehrling auch ein Handarbeiter beim Mechanicus Trothe angestellt. Trothe hatte anschließend Kontakte zur Leitung des klinischen Instituts für Chirurgie und Augenheilkunde der halleschen Universität.
1845 starb der Firmengründer, Mechanicus Trothe, im 62. Lebensjahr. Dessen Sohn, Carl Trothe, übernahm im Alter von 28 Jahren das Geschäft und führte es ab 1847 im Haus Nr. 232 in der Rathausgasse fort. 1851 erwarb er das Bürgerrecht und – aufgrund einer Einzahlung von mehr als 21 Talern in die städtischen Kassen – das Haus Nr. 492 in der Schmeerstraße (später Nr. 23), eines der ältesten der Stadt. Er wurde am 23. September 1880 zum „Hofopticus“ ernannt. 1883 verstarb Carl Trothe in Teplitz, wahrscheinlich während eines Kuraufenthalts.
Sohn Rudolf folgte nach dem Tod des Vaters im Geschäft. Am 20. August 1883 wurde ihm durch Dekret das ehrenvolle Prädikat verliehen. So bezeichnete er sich fortan im Adressbuch als „Hofoptikus Sr. Hoheit des Herzogs von Sachsen-Meiningen in Fa. C. W. Trothe“. Mit dem Tod von Rudolf Trothe 1889 endete die Ära der Mechaniker und Optiker der Familie Trothe.

### 1890–1927

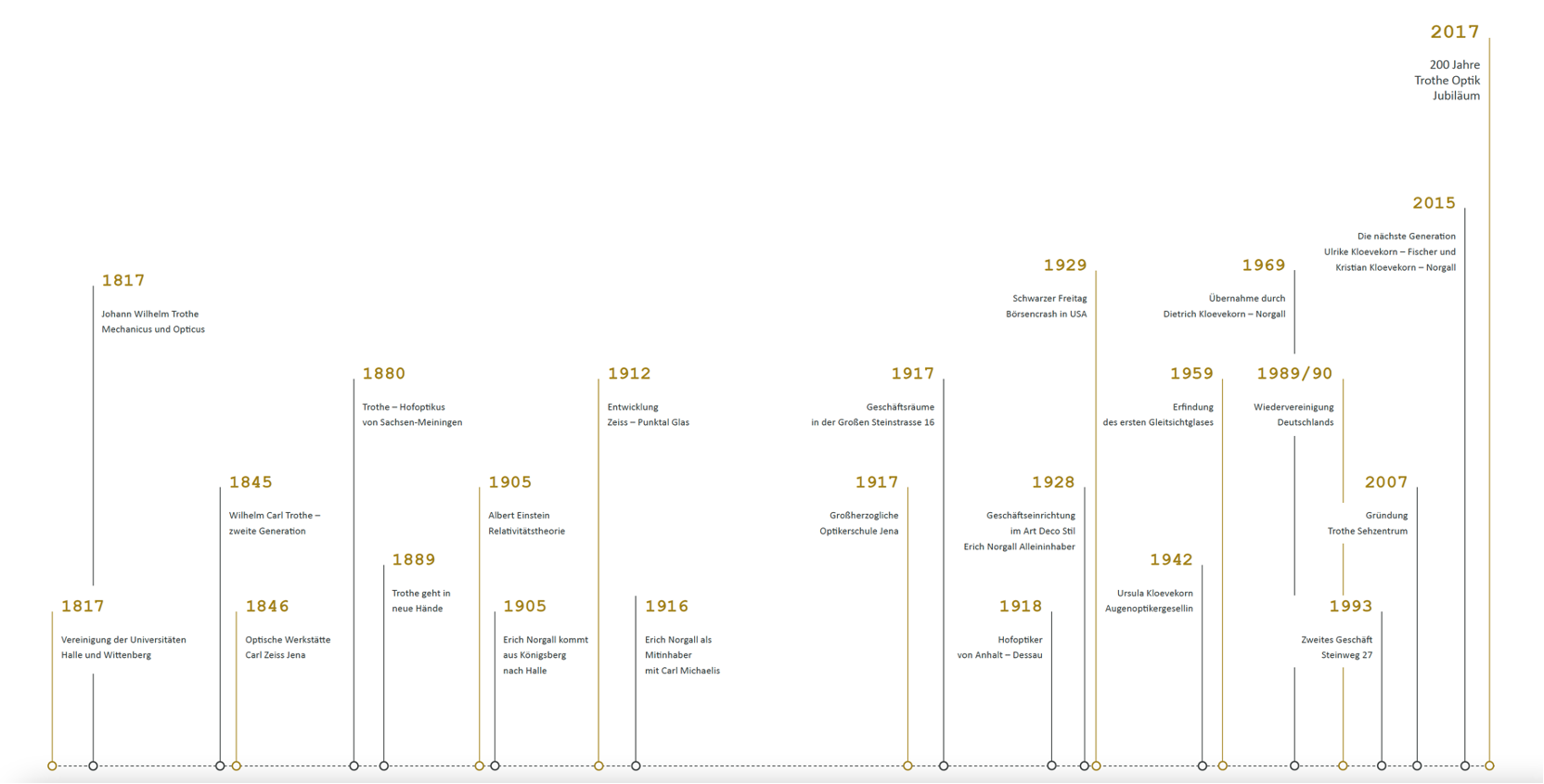
Zeitstrahl der 200-jährigen Geschichte der Firma Trothe-Optik

Wohl im Hinblick auf bestehende Geschäftsbeziehungen übergab die Witwe des verstorbenen Rudolf Trothe das Geschäft mit Lager und Werkstatt für optische und physikalische Instrumente an Carl Bohnstedt aus Rathenow. Dieser bekundete, die Firma C. W. Trothe in unveränderter Weise fortzuführen. Bohnstedt bezog sicher Gläser und Fassungen aus einer der Rathenowschen Werke und fertigte daraus individuell für seine Kunden Brillen an. Er starb im November 1893 im Alter von nur 38 Jahren. Die Witwe Marie führte das Geschäft in der Schmeerstraße zunächst weiter und verkaufte es schließlich 1894 an den Optiker Karl Michaelis, der es unter gleicher Firma weiterführte. Er war wie schon sein Vorgänger Bohnstedt vorher in Rathenow, also in der Optischen Industrie-Anstalt Emil Busch tätig. Darüber hinaus stammte er möglicherweise aus der Familie des 1859 ebenfalls in Rathenow gegründeten Optikunternehmens Michaelis & Co.
1896 ist Michaelis in der Poststraße 11 (heute Hansering) zu finden.
Neben den optischen Artikeln wurden z. B. Anfertigungen mechanischer Arbeiten, Lehrmittel aller Art und fotografische Gegenstände wie Hand- und Stativkameras, Objektive, Blitzlampen und anderes Zubehör angeboten. Der Optiker Karl Seewald führte von 1900 bis 1901 als Inhaber das Geschäft. Dieser starb im Juni 1901. Im Februar 1902 war Karl Michaelis als Inhaber verzeichnet. Laut Adressbuch ist er ab 1903 an der Ecke zur Leipziger Straße und gegenüber vom Leipziger Turm zu finden.
Unter dieser Warenfülle entdeckt der Betrachter eher beiläufig den Hinweis auf die in dieser Zeit wirkenden Inhaber Karl Michaelis und Erich Norgall. Seit 1905 arbeitete der Optiker Erich Norgall mit kurzzeitiger Unterbrechung bei C. W. Trothe. Wie das Handelsregister des Königlichen Amtsgerichts Halle ausweist, trat er am 1. Januar 1916 in die neu gegründete offene Handelsgesellschaft der Firma als persönlich haftender Gesellschafter ein. Während Karl Michaelis seit Norgalls Mitwirkung sich nur noch als Kaufmann betätigte, übernahm jener die Aufgaben des Optikers. 1917 erfolgte ein Umzug der Geschäftsräume in die Große Steinstraße 16. Neben zahlreichen Geschäften, Hotels, Gaststätten und Banken hatten dort mehrere Augenärzte ihre Praxis.

Am 29. Oktober 1913 wurden bei Trothe erstmalig von Moritz von Rohr entwickelte Zeiss-Punktalgläser verkauft, welche das Gesichtsfeld des Brillenträgers im Vergleich zu herkömmlichen Gläsern wesentlich vergrößerten. 

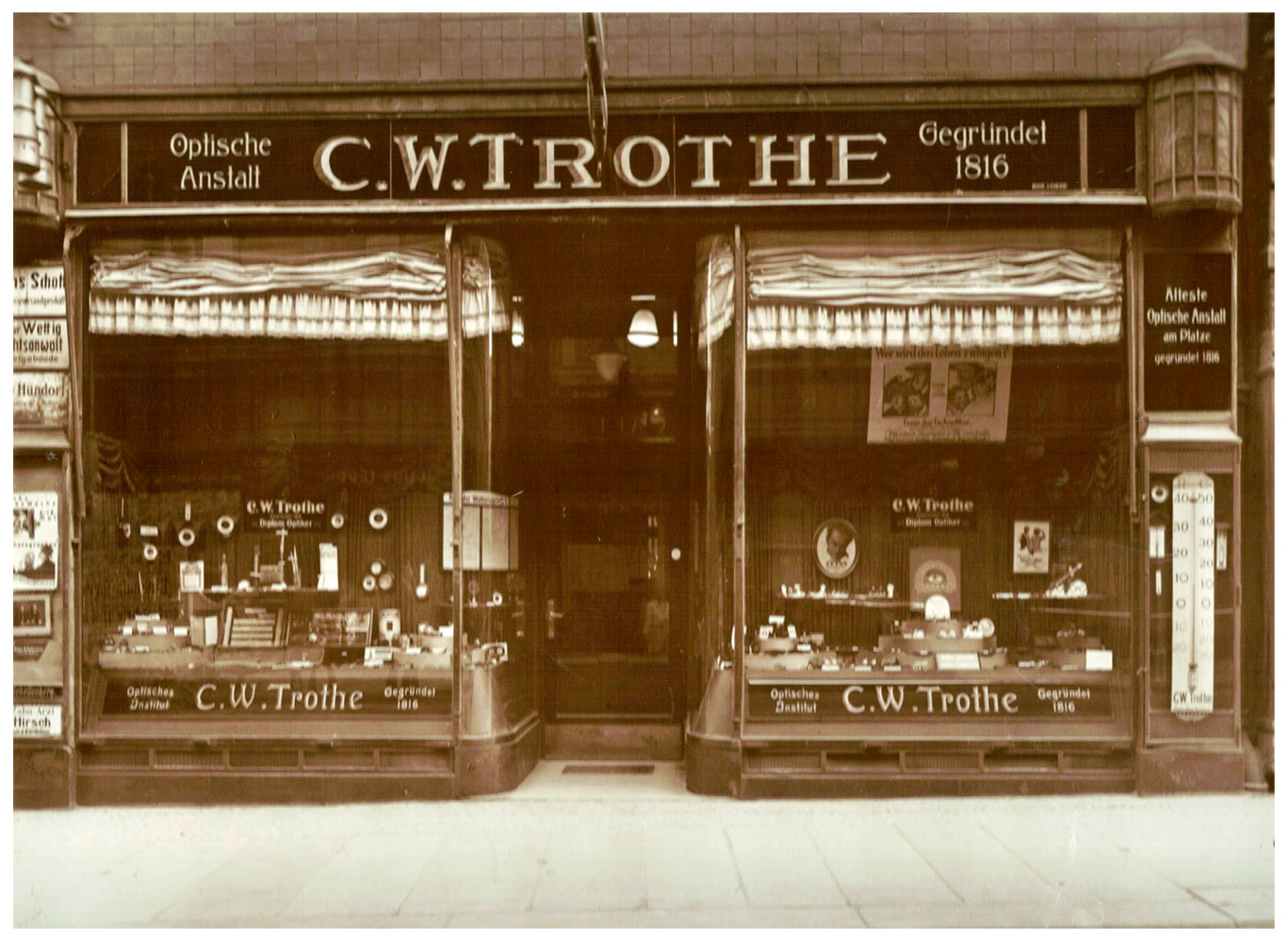
Geschäftsfassade in der Großen Steinstraße (1928)

Schutzbrillen sollten die Arbeiter in den Fabriken vor Funken, Splitter und Staub schützen und standen nun oft in den Auftragsbüchern. Die Kundenbücher weisen dabei besonders viele Kassenbrillen aus. Durch das 1883 in Deutschland in Kraft getretene Gesetz zur Krankenversicherung erhielten die in Handwerk und Industrie Beschäftigten freie ärztliche Behandlung und konnten sich auch unentgeltliche Sehhilfen verordnen lassen, deren Kosten von den Krankenkassen übernommen wurden.
1916 hatte die Medizinalabteilung des Königlich Preußischen Kriegsministeriums die Einführung einer einheitlichen Militärbrille angeordnet, um die Tauglichkeitsgrenze für Männer mit Augenfehlern heraufsetzen zu können. Sehbehinderte Männer wurden nach Verordnung einer solchen Brille verstärkt zum Kriegsdienst eingezogen. Ebenso gab es spezielle Brillenfassungen, die als Maskenbrillen mit einfachen Stoffschlaufen am Ohr befestigt und unter der Gasmaske getragen werden konnten.
Wie auch für andere Firmen brachte die Inflation eine maßgebliche Beeinträchtigung des Geschäftslebens. Eine Brille für eigentlich 10 Mark kostete unter Beachtung des Tageskurses am 30. Oktober 1923 über 59 Milliarden Mark. Bestellt wurden in dieser Zeit nur Brillen und Schutzbrillen durch Kranken- und Betriebskrankenkassen, während private Kunden ausblieben. Nicht unbedingt notwendige Artikel wie Operngläser und Barometer fanden in dieser Zeit keinen Absatz.

### Neuer Inhaber (1928–1945)
Im Januar 1928 trat Karl Michaelis aus der Firma aus. Damit wurde der bisherige Mitgesellschafter Erich Norgall Alleininhaber der Firma und übernahm nun die Geschäftsführung. Mit ihm trat ein Mann voller Enthusiasmus und mit der nötigen Erfahrung an die Spitze, der das Geschäft mit Weitblick und Tatkraft durch Höhen und Tiefen, durch Kriegs- und Nachkriegszeit und Jahrzehnte der DDR führte.
Der 1886 in Königsberg geborene Norgall erhielt in seinem Heimatort eine Ausbildung bei der Firma J. C. Schloesser, dem 1825 gegründeten „Ersten und ältesten optisch-mechanischen Institut in Königsberg“. Nach vierjähriger Lehrzeit und einjähriger Arbeit im Geschäft kam Erich Norgall 1905 nach Halle. Abgesehen von einem kürzeren Aufenthalt bei dem Hofoptiker Grünwald in Frankfurt am Main arbeitete er seitdem ununterbrochen bei C. W. Trothe und legte 1909 als erster Optiker Mitteldeutschlands vor der Meisterprüfungskommission in Halle die Meisterprüfung ab. Seit 1. Januar 1916 war er zudem Teilhaber bei C. W. Trothe.
Besonders für die fachmännische Anpassung der neuen, durch den von Carl Zeiss beauftragten wissenschaftlichen Mitarbeiter Moritz von Rohr entwickelten Punktal-Brillengläser erwies sich die qualifizierte und erweiterte Ausbildung der Optiker als zwingend notwendig. So besuchte Erich Norgall 1921 und 1923 die ersten Brillen- und Instrumentenkurse an der Staatlichen Optikerschule in Jena. Zum Unterricht gehörten wissenschaftliche, technische und kaufmännische Fächer. Neben theoretischen Grundlagen zum Auge und den optischen Instrumenten wurden Techniken bei der Bearbeitung von Brillengläsern und Herstellung von Fassungen vermittelt. Am 4. November 1921 bestand Erich Norgall die Abschlussprüfung als Diplom-Optiker.
Fünf Jahre später, 1926, wurde er erster Obermeister in der gerade gegründeten Zwangsinnung für das Optiker-Handwerk im Regierungsbezirk Merseburg. Neue Möglichkeiten zur Weiterentwicklung der Firma eröffneten sich für Erich Norgall ab 1928 mit Übernahme der Geschäftsführung. Bereits im Mai/Juni 1928 ließ er in kürzester Zeit das Geschäft umbauen und durchgehend modernisieren. Entsprechend der Erfordernisse des ständig wachsenden Betriebes war der frühere Laden um mehr als das Doppelte vergrößert worden. Neben Erich Norgall waren fünf Mitarbeiter im Verkauf und der Werkstatt tätig, um den Wünschen der Kunden gerecht zu werden. Die Kunstgewerbliche Anstalt Richard Scheibe befestigte schließlich ein neues Werbeschild mit dem heute noch gebräuchlichen abstrakten wie zeitlosen Logo. Die Kombination eines waagerechten und senkrechten Balkens mit zwei Kreisen weist auf den Anfangsbuchstaben des Firmennamens und assoziiert gleichzeitig eine Brille.
In den 1930er Jahren setzt sich neben dem neuen Logo auch Trothe-Optik als neue Firmenbezeichnung durch, außerdem wurde nicht mehr 1816, sondern 1817 als Gründungsjahr angegeben. Die Firma C. W. Trothe beging somit 1942 das 125-jährige Jubiläum. Zu diesem Anlass konnte eine positive Bilanz gezogen werden: „Mit dem Umzug von der damaligen Poststraße nach der Großen Steinstraße … nahm das Geschäft sofort einen fühlbaren Aufschwung an, der trotz Krieg, Inflation und Deflation ständig zunahm und auch in den schweren Krisenjahren von 1932–1936 auf Grund einer soliden und festen Grundlage trotz vorübergehenden Umsatzrückgangs diese Krise gut überstanden hat. Von 1937 ab hat die Umsatzsteigerung ständig zugenommen, so dass die scheinbar besten Wirtschaftsjahre von 1927-1929 im letzten Jahr bei weitem überschritten sein.“

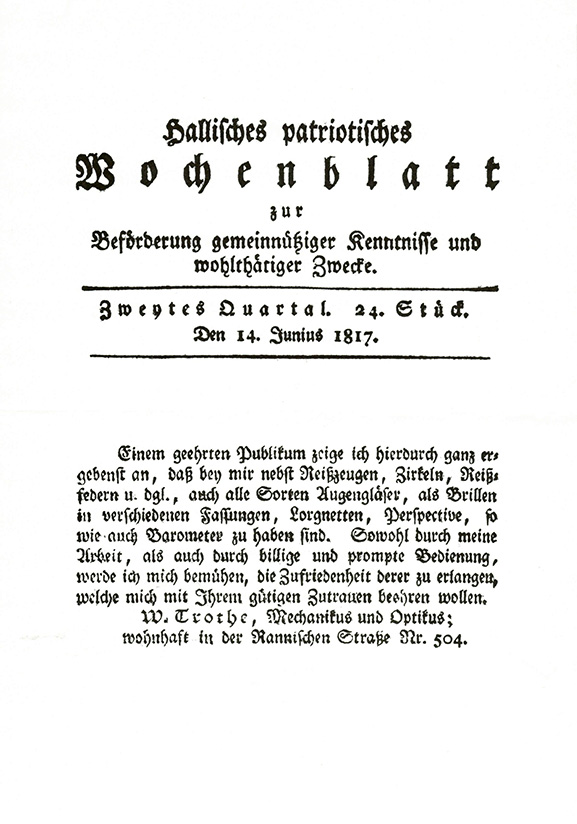
Anzeige im Hallischen Patriotischen Wochenblatt am 14. Juni 1817

Im Zweiten Weltkrieg musste sich das Unternehmen auf Kriegsbedarf einstellen. Militärbrillen und Maskenbrillen gehörten jetzt, wie schon im Ersten Weltkrieg, zum Sortiment. Für den Geländedienst wurden Schießbrillen, Marschkompasse und Leuchtstäbe verkauft.

### Nachkriegs- und DDR-Zeit (1946–1989)
Erich Norgalls Engagement ist es vor allem zu verdanken, dass die Firma die schweren Nachkriegsjahre glücklich überstand. Neben Beseitigung der Bombenschäden war die Beschaffung von Brillengläsern und Fassungen das Hauptproblem. Denn durch Enteignung der optischen Großbetriebe in der sowjetischen Besatzungszone waren die Augenoptiker-Geschäfte an zentrale Zulieferungen zunächst durch den nunmehrigen volkseigenen Betrieb Carl Zeiss Jena gebunden. Mit bewundernswerter Energie und zusammen mit seiner Ehefrau Ottilie ermöglichte Erich Norgall den Erhalt des Optikergeschäfts Trothe.
Zudem war Erich Norgall nach Kriegsende weiterhin Obermeister der Augenoptiker und dabei für das damalige Land Sachsen-Anhalt sowie nachfolgend für den Bezirk Halle zuständig. Bis zu seinem 80. Lebensjahr 1966 hatte Erich Norgall dieses Amt inne. Weiterhin unterhielt er als Obermeister einen engen fachlichen wie auch persönlichen Kontakt zur Optikerschule Jena und ihrem Direktor, Hermann Pistor. Zum 75. Geburtstag dieses Nestors der deutschen Augenoptik, im Jahr 1950, gab es in Jena ein Treffen der fünf Obermeister der damaligen Länder in der DDR, bei dem wichtige Weichen für die weitere Entwicklung der Augenoptik in der DDR gestellt wurden.

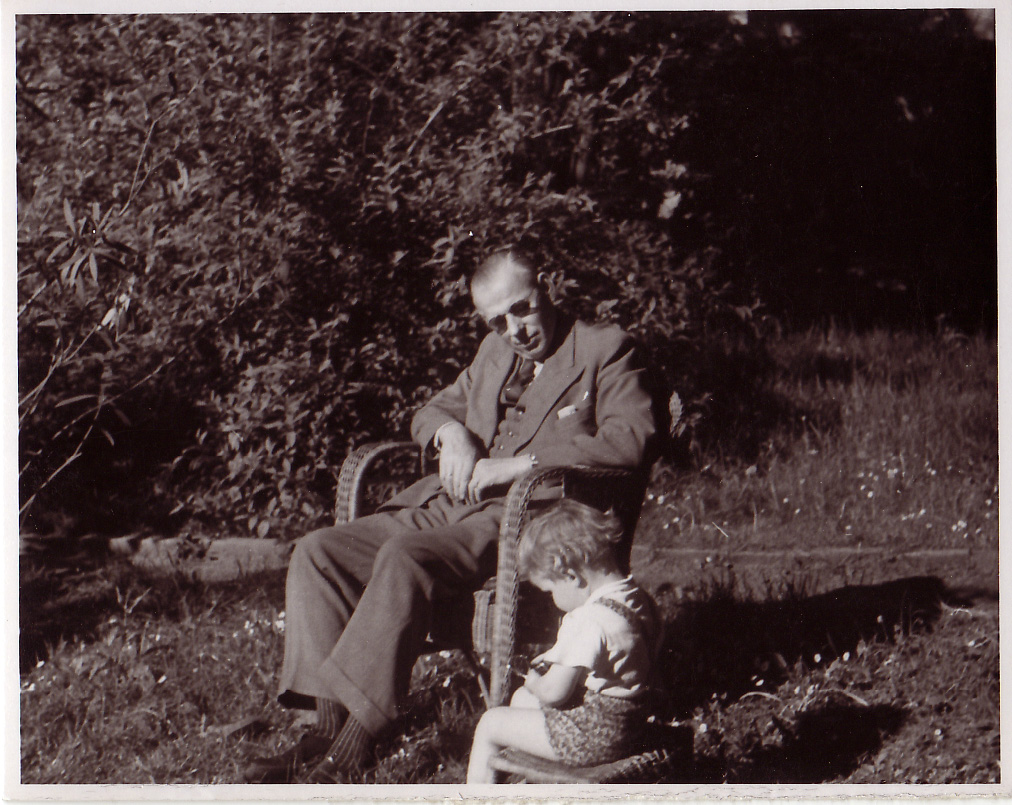
Zwei Generationen: Erich Norgall mit Enkel Dietrich Kloevekorn-Norgall (1946)

Mehrere Berufs- und Firmenjubiläen konnte Erich Norgall während seines langen Berufslebens begehen. Anlässlich des 140-jährigen Bestehens von Trothe-Optik im Jahr 1957 würdigte die Vertriebsdirektion von Carl Zeiss Jena die seit 1897 bestehende Geschäftsverbindung sowie Tatkraft und fachliche Tüchtigkeit der Generationen. 1969 übergab Erich Norgall das Optiker-Geschäft nach mehr als sechs Jahrzehnten beruflicher Tätigkeit und vierzigjähriger Geschäftsleitung an Dietrich Kloevekorn-Norgall. Hochverehrt starb er im folgenden Jahr im Alter von 84 Jahren.
Dietrich Kloevekorn-Norgall war nach dem Zweiten Weltkrieg von den Großeltern adoptiert worden. Seine Mutter, Ursula Kloevekorn, geb. Norgall, hatte 1939–1942 eine Ausbildung zur Augenoptikerin absolviert und danach mit der Meisterausbildung begonnen. Ihr früher Tod im Jahre 1947 verhinderte die Übernahme des väterlichen Geschäfts. Der Vater, Dietrich Julius Walter Kloevekorn, war 1943 im Zweiten Weltkrieg gefallen.
Dietrich Kloevekorn-Norgall begann nach dem Abitur 1962 seine Augenoptikerlehre und besuchte nach zweieinhalbjähriger Lehrausbildung die Fachschule für Augenoptik Hermann Pistor in Jena, die er als Staatlich Geprüfter Augenoptiker und Augenoptikermeister abschloss. Die Vision seines Großvaters, den alten traditionsreichen Platz der Firma zurück zu erringen, ist ihm dabei bis heute Leitmotiv für sein Handeln. Wie auch schon Erich Norgall verstand er es, als Privatbetrieb die Zeiten sozialistischer Planwirtschaft zu überstehen und Vorhandenes zu erhalten.
Das Augenoptikerhandwerk war eines der wenigen Gewerke mit einem über 90%igen Privatanteil. Nach der letzten, Anfang der 1970er Jahre erfolgten Verstaatlichungswelle wurde seit 1976 privates Handwerk staatlich abgesichert und die Übernahme elterlicher Handwerksbetriebe durch die Nachfolgegeneration gefördert. Dabei kam dem Berufszweig ein gewisser Sonderstatus zugute. In einer gemeinsamen mit den Augenärzten vereinbarten Richtlinie war den Augenoptikern der DDR das Recht der eigenverantwortlichen Augenbestimmung und Brillenverordnung zugesichert worden. Von der Ausstellung eines Brillenrezepts über die Fertigung und Anpassung bis zur Ausgabe der Sehhilfe lag somit der gesamte Arbeitsvorgang in ihren Händen.
Den erschwerten Bedingungen, die sich unter den wirtschaftlichen Verhältnissen ergaben, setzten die Augenoptiker Flexibilität und Improvisationsvermögen entgegen. Bis in die 1970er Jahre blieb die Ausstattung mit neuen Untersuchungs- und Messgeräten schwierig und somit die Nutzung der älteren technischen Ausrüstung unabdingbar. Zudem waren die Optiker bei Brillengläsern und -fassungen auf die Zulieferungen durch Carl Zeiss Jena und die Optischen Werke Rathenow angewiesen und dabei nicht selten Material-Engpässen und langen Lieferzeiten ausgesetzt, denen sie durch Tausch von Brillen und Fassungen, durch Reparaturen und Umbau von Fassungen begegneten. So war in den 1980er Jahren zu den Dienstleistungen von Trothe-Optik zu konstatieren: „Neue Brillen werden – sofern die erforderlichen Gläser aus Rathenow am Lager sind – innerhalb einer Woche angefertigt, Reparaturen innerhalb von drei Tagen durchgeführt. Bei Kleinstreparaturen hat man am nächsten Tag seine Sehhilfe wieder.“
Trotz aller Erschwernisse konnte sich Trothe-Optik als privates Unternehmen auch unter DDR-Verhältnissen behaupten und 1983 positive Bilanz ziehen. Ein staatlich gelenktes Entwicklungsprogramm der optischen Industrie in Rathenow ermöglichte in den 1970/80er Jahren Investitionen zu deren Verbesserung. Moderne Schleifautomaten und andere optotechnische Geräte optimierten nun Qualität und Fertigungszeit. Zudem konnte sich Dietrich Kloevekorn-Norgall im Geschäfts- wie Werkstattbereich auf eine erfahrene Belegschaft stützen. Die meisten der damals 8 Mitarbeiter gehörten schon seit vielen Jahren zum Stamm der Firma. 60 Jahre beruflicher Tätigkeit verbanden den 1978 verstorbenen Augenoptikermeister Otto Spritulle mit Trothe-Optik. Er bildete eine Vielzahl von Lehrlingen, so auch Dietrich Kloevekorn-Norgall, aus und war Vorsitzender der Gehilfenprüfungskommission.
Bekannt war Trothe-Optik zu DDR-Zeiten aber auch durch die Herstellung einer ganzen Reihe von Spezialsehhilfen. Neben Spezialbrillen für Lokführer spezialisierte sich die Firma auf Starbrillen und arbeitete dabei eng mit den Direktoren der Universitäts-Augenklinik, Prof. Wilhelm Clausen, Prof. Karl-Ernst Krueger und Prof. Manfred Tost zusammen. In Halle beschritt Trothe-Optik damit neue Wege.
Auch als Vorsitzender der Arbeitsgemeinschaft Augenoptik der Kammer der Technik stand Dietrich Kloevekorn-Norgall in enger Verbindung zur Universität, organisierte die jährlichen Weiterbildungsveranstaltungen und koordinierte die fachliche Zusammenarbeit zwischen der Arbeitsgruppe Augenoptik und der Universitäts-Augenklinik. Mit diesen Fortbildungsprogrammen, Enthusiasmus und teilweise großem Idealismus gelang es, die Fachkompetenz der Augenoptiker zu erhalten. Zudem vertrat Dietrich Kloevekorn-Norgall seit 1984 als stellvertretender Obermeister der Berufsgruppe der Augenoptiker deren Interessen gegenüber staatlichen und wirtschaftlichen Institutionen. 

### Gegenwart
Die Firma Trothe-Optik zog 1997 in ein 100 Meter entferntes Geschäft in der Großen Steinstraße 10 in Halle um.
Seit der Wende im Jahr 1990 investierte Dietrich Kloevekorn-Norgall in Einrichtung, Ausstattung, den Ankauf moderner Geräte und erweiterte das Unternehmen. In der Großen Steinstraße entstand ein Anpass-Institut für vergrößernde Sehhilfen für stark sehbehinderte Menschen. 1993 öffnete ein zweites Geschäft am Steinweg 27 in Halle. Die neue Filiale spezialisierte sich auf Kontaktlinsen, mit denen schwerwiegende Hornhauterkrankungen und -unregelmäßigkeiten korrigiert werden können. 2007 wurde das Trothe-Sehzentrum eröffnet, das sich zunächst am Rathenauplatz in Halle befand und 2012 in neue Räume im Stadtzentrum Am Kleinschmieden verlegt wurde. Diese Einrichtung ist auf die Anpassung von Kontaktlinsen und vergrößernde Sehhilfen ausgerichtet. Das Trothe-Sehzentrum ist gleichfalls auf die Anpassung vergrößernder Sehhilfen spezialisiert.
2015 stand ein weiterer Generationswechsel an. Trothe-Optik wurde in die Trothe Optik OHG mit den gleichberechtigten Gesellschaftern Dietrich Kloevekorn-Norgall, Ulrike Kloevekorn-Fischer und Kristian Kloevekorn-Norgall umgewandelt. Trothe-Optik befindet sich in der vierten Generation seit rund 100 Jahren im Familienbesitz.
2017 feierte das Unternehmen sein 200-jähriges Bestehen.